# Église Sainte-Lizaigne de Sainte-Lizaigne
Pour les articles homonymes, voir Église Sainte-Lizaigne et Sainte Lizaigne.
Ne doit pas être confondu avec Église Notre-Dame-de-Lourdes de Sainte-Lizaigne.
L'église Sainte-Lizaigne de Sainte-Lizaigne est une église catholique française. Elle est située sur le territoire de la commune de Sainte-Lizaigne, dans le département de l'Indre, en région Centre-Val de Loire.

## Situation
L'église se trouve dans la commune de Sainte-Lizaigne, au nord-est du département de l'Indre, en région Centre-Val de Loire. Elle est située dans la région naturelle de la Champagne berrichonne. L'église dépend de l'archidiocèse de Bourges, du doyenné de Champagne Berrichonne et de la paroisse d'Issoudun-Nord.

## Histoire
L'église fut construite au XIIe siècle. Son intérieur a été réaménagé au XVIIIe.
L'édifice est classé au titre des monuments historiques par arrêté 22 décembre 1970.